# Basilique Saint-Thomas-Apôtre d'Ortona
La basilique Saint-Thomas-Apôtre (en italien : San Tommaso Apostolo) est une cocathédrale catholique de l'archidiocèse de Lanciano-Ortona située à Ortona, dans les Abruzzes, en Italie. Elle date de l'époque paléochrétienne et a été plusieurs fois reconstruite et reconsacrée.
La basilique conserve des reliques de l'apôtre Thomas depuis le XIIIe siècle.

## Historique
À l'origine, l'église est dédiée à Sainte Marie des Anges (it) et est rouverte au public le 10 novembre 1127. Elle est reconstruite après un tremblement de terre qui, à l'époque, avait touché les régions méridionales de la péninsule italienne et causé sa destruction. Le 17 février 1427, cette église proclame solennellement la paix entre les villes de Lanciano et Ortona parrainé par saint Jean de Capistran. 
L'édifice sacré subit un incendie et est détruit par les Turcs de Piyale Pacha durant l'été 1566 : la ville d'Ortona est mise à feu. Les reliques sacrées du saint sont sauvées. Quatre ans plus tard, le temple est dédié à l'Apôtre saint Thomas et est élevé au rang de cathédrale.  L'église subit à nouveau la profanation, par les troupes françaises en 1799. En 1943 elle est en grande partie détruite par les Allemands en fuite. Immédiatement reconstruite après la guerre, elle est inaugurée de nouveau et ouverte aux fidèles le 5 septembre 1949 par l'évêque d'Ortona, Gioacchino Di Leo.

## Description

### La basilique
La façade est entièrement reconstruite en 1947 après la destruction par les Allemands de la précédente qui remontait au XVIIIe siècle, ainsi que la moitié de la coupole et le portique à neuf colonnes. Le portail de l'an 1311 a pu être récupéré et remis en place. La façade conserve des arcs en ogive, des chapiteaux de la période souabe et des fenêtres de types gothiques. La nouvelle tour conserve le grand clocher de 1605. L'abside date du XIVe siècle. L'intérieur remonte au XIIIe siècle tandis que la voûte de la nef a été construite au XVIIIe siècle. Dans l'ancienne sacristie à gauche de l'autel principal, des corbeaux soutiennent les nervures de la voûte. Dans la crypte sous le chœur, se trouve une urne de cuivre doré et la pierre tombale écrite par l'apôtre grec. Les fresques de la coupole sont du peintre Luciano Bartoli. La peinture de Saint Matthieu, la seule qui reste après la destruction de la basilique par les Allemands, a été faite par le peintre Antonio Piermatteo. La peinture du chemin de croix est de Stefano Durante. Dans la crypte, le crucifix a été exécuté par le sculpteur Aldo D'Adamo.

### Les chapelles

#### Chapelle Saint Thomas
À l'intérieur de la chapelle, se trouve un bas-relief en stuc de la première moitié du XIXe siècle de Vincent Perez . Sur les deux côtés des céramiques de Tommaso Cascella sont visibles. C'est dans cette chapelle qu'est conservé le buste d'argent de l'apôtre Saint-Thomas créé en 1800 dans une fonderie de Naples.

#### Chapelle du Saint-Sacrement
On trouve deux reliefs en stuc intéressants, La Cène et Sinite Parvulos, effectués durant la première moitié du XIXe siècle par Vincent Perez. Sur les murs de la chapelle sont présentes deux peintures à l'huile de 1985 du peintre Franco Sciusco.

## Le transfert des reliques
Le 6 septembre 1258 les os de l'apôtre saint Thomas arrivent à Ortona : ils ont été volés[réf. nécessaire] à Chios, dans la mer Égée. En 1566 la tombe est profanée par les Turcs, les reliques ne sont pas détruites. Les reliques sont placées sous l'autel de la crypte, dans l'urne en cuivre doré dont l'effigie a été faite en 1612 par le peintre Alessandrini Thomas.

## Recherches scientifiques
En 1985-1986, des chercheurs de l'université de Chieti et de la Surintendance des Antiquités effectuent une enquête scientifique sur les os. Dans les phrases sommaires, il est écrit « […] les restes du squelette sont ceux d'un squelette à la stature frêle longiligne d'environ 160 cm (± 10 cm), l'âge du squelette se situe entre 50 et 70 ans, avec des caractères squelettique sexuels secondaires de type mâle, affectés entre eux par une maladie rhumatismale qui, très probablement devait être une spondylarthrite ankylosante (maladie de Bechterew-Marie-Strümpell). » Toujours dans le rapport scientifique il est mis en évidence qu'un examen individuel « montre des traces d'une fracture de la coupe zygomatique marginale et montre qu'il y a eu comme un coup dur, mais surtout un bord tranchant, dont l'action s'est limitée à la coupe, plutôt que de trancher. »
Dans les Actes de Thomas, il est dit « Quand il eut fini cette prière, les soldats ont dit : “Viens, exécute les ordres de ceux qui vous envoient”. Tous ensemble, ils le percent de lances. Il est tombé et est mort. »

## Dévotion et pèlerinage
Le 3 juin 2005 la statue de la Vierge (Madonna del Ponte) de l'archidiocèse a été accueillie en la cocathédrale, pour la journée consacrée à l'année eucharistique et mariale. Du 1er au 15 décembre 2009, les restes sacrés du pape Célestin V ont été abrités à l'occasion du Jubilé de Célestin.